# Song Yingzong
Song Yingzong (宋英宗T 宋英宗S, sòng yīngzōngP; 16 febbraio 1032 – 25 gennaio 1067) era il quinto imperatore della dinastia Song della Cina. il suo nome era Zhao Zongshi e successivamente è stato cambiato in Zhao Shu. Regnò tra il 1063 e il 1067.
Nel 1055 l'imperatore Renzong si ammalò e poiché non aveva figli vivi, sorse un conflitto di successione. Dopo aver consultato i suoi alti funzionari, Renzong accettò di portare due bambini, i figli di membri del clan imperiale, al palazzo. Yingzong era il tredicesimo figlio di Zhao Yunrang (趙允讓) (995-1059), noto postumo come il principe Pu Anyi (濮安懿王). Zhao Yunrang era il primo capo dell'Ufficio per gli affari del grande clan imperiale e il membro più importante del clan all'epoca. Inoltre, Yunrang fu cresciuto nel palazzo come potenziale erede di Zhenzong prima della nascita di Renzong nel 1010. Era un cugino dell'Imperatore Renzong. Il nonno di Yingzong era Zhao Yuanfen ((趙元份) (969-1005), noto postumo come il principe Shang Gongjing (商恭靖王), e il fratello minore dell'imperatore Zhenzong. Madre di Yingzong, della famiglia Ren (任), era la terza moglie del principe Pu Anyi, e aveva il titolo di xianjun¹ di Xianyou (仙遊縣君).
Il regno di Yingzong è ricordato per la controversia sui rituali corretti che dovrebbero essere eseguiti per il loro padre. Yingzong è stato adottato da Renzong e in questo senso Renzong era il padre di Yingzong. In un rigoroso senso biologico, Zhao Yunrang era il padre di Yingzong. Alcuni funzionari desideravano che Zhao Yunrang ricevesse il titolo di "zio imperiale", tuttavia Yingzong gli diede il titolo di "padre" con il sostegno dei membri della corte. Questo rappresentò un segno di conflitto durante il regno Xiaozong che si diffuse ai Grandi Riti durante la dinastia Ming.
Morì nel 1067, a causa di una malattia contratta da Yingzong nel 1066. Gli successe suo figlio Zhao Xu che prese il nome di trono imperatore Shenzong.
L'imperatore Yingzong era sempre stato malato di mente, spesso distratto, fisicamente debole e depresso, causandogli problemi di salute che contribuirono alla sua morte in giovane età.